# Cathédrale de l'Immaculée-Conception de Pella
Pour les articles homonymes, voir Cathédrale de l'Immaculée-Conception.
La cathédrale de l'Immaculée-Conception, située à Pella, dans la province de Cap-du-Nord en Afrique du Sud, est le siège de l'évêque du diocèse de Keimoes–Upington. Elle est dédiée à l'Immaculée Conception de la Bienheureuse Vierge Marie.